# Ветринген (Минстерланд)
Ветринген (њем. Wettringen) општина је у њемачкој савезној држави Северна Рајна-Вестфалија. Једно је од 24 општинска средишта округа Штајнфурт. Према процјени из 2010. у општини је живјело 7.955 становника. Посједује регионалну шифру (AGS) 5566096.

## Географски и демографски подаци
Ветринген се налази у савезној држави Северна Рајна-Вестфалија у округу Штајнфурт. Општина се налази на надморској висини од 49 метара. Површина општине износи 57,5 km². У самом мјесту је, према процјени из 2010. године, живјело 7.955 становника. Просјечна густина становништва износи 138 становника/km².

## Међународна сарадња
| Мјесто | Држава    | Врста сарадње | Од    |
| ------ | --------- | ------------- | ----- |
|        | Француска | партнерство   | 1988. |
| Дален  | Холандија | партнерство   | 1992. |
| Извор  |           |               |       |